# II. Division
Die II. Division (auch 2. Liga oder 2. Oberliga genannt) war von 1949 bis 1963 eine Spielklasse im deutschen Fußball. Sie war im Ligasystem unterhalb der erstklassigen Oberligen West (ab 1949), Südwest (ab 1951) und Süd (ab 1950) die zweithöchste deutsche Vertragsspielerklasse. Unterhalb der Oberliga Nord und der Vertragsliga Berlin gab es dagegen eine oder mehrere Amateurligen (im Norden scheiterten mehrere Vorstöße zur Bildung einer 2. Oberliga an der zu geringen Zahl interessierter Vereine).
Der Meister und Vizemeister der II. Division stieg in die Oberliga auf. Die beiden Letztplatzierten mussten in die Amateurligen absteigen.
Mit Gründung der Bundesliga zur Saison 1963/64 wurde die II. Division zugunsten der neu geschaffenen zweitklassigen Regionalligen aufgelöst. Neben den nicht für die Bundesliga vorgesehenen Oberligisten, qualifizierten sich im Westen acht, im Südwesten (nach einer Relegationsrunde) sechs und im Süden neun Mannschaften für die neue Regionalliga. Die übrigen Vereine wurden den jeweiligen Amateurligen zugeordnet.

## Die Meister von 1950 bis 1963
| Jahr    | West                                                   | Südwest                     | Süd                   |
| ------- | ------------------------------------------------------ | --------------------------- | --------------------- |
| 1949/50 | Rheydter SV Gruppe I Sportfreunde Katernberg Gruppe II | –                           | –                     |
| 1950/51 | Meidericher SV Gruppe I Bayer 04 Leverkusen Gruppe II  | –                           | Stuttgarter Kickers   |
| 1951/52 | SV Sodingen Gruppe I Borussia M’gladbach Gruppe II     | VfR Kirn                    | TSG Ulm 46            |
| 1952/53 | VfL Bochum                                             | ASV Landau                  | SSV Jahn Regensburg   |
| 1953/54 | Duisburger SpV                                         | Sportfreunde 05 Saarbrücken | TSV Schwaben Augsburg |
| 1954/55 | Wuppertaler SV                                         | Spvgg Andernach             | TSV 1860 München      |
| 1955/56 | VfL Bochum                                             | Sportfreunde 05 Saarbrücken | Freiburger FC         |
| 1956/57 | Hamborn 07                                             | SV St. Ingbert              | TSV 1860 München      |
| 1957/58 | STV Horst-Emscher                                      | SpVgg Weisenau              | SV Waldhof Mannheim   |
| 1958/59 | Hamborn 07                                             | VfR Kaiserslautern          | Stuttgarter Kickers   |
| 1959/60 | SV Sodingen                                            | SV Niederlahnstein          | SV Waldhof Mannheim   |
| 1960/61 | Schwarz-Weiß Essen                                     | VfR Kaiserslautern          | BC Augsburg           |
| 1961/62 | Bayer 04 Leverkusen                                    | SV Niederlahnstein          | Hessen Kassel         |
| 1962/63 | VfB Bottrop                                            | SV Phönix Ludwigshafen      | FSV Frankfurt         |